# Петерссон-Даль, Вильо
Ви́льо Джим Ма́ртин Пе́терссон-Даль (швед. Viljo Jim Martin Pettersson Dahl, вариант написания: Вильо Петерссон Даль, швед. Viljo Pettersson Dahl; род. 10 ноября 1982, Экшё, Йёнчёпинг) — шведский кёрлингист на колясках.
В составе сборной Швеции участник зимних Паралимпийских игр 2018 (заняли десятое место) и 2022 (серебряные призёры), а также чемпионатов мира. Неоднократный чемпион Швеции.
В «командном» кёрлинге на колясках (команда из четырёх человек) играет в основном на позиции четвёртого. Скип команды.

## Достижения
- Зимние Паралимпийские игры: серебро (2022).
- Чемпионат мира по кёрлингу на колясках: серебро (2021), бронза (2020).
- Чемпионат Швеции по кёрлингу на колясках: золото (2018, 2020, 2025), серебро (2014, 2015, 2016), бронза (2017, 2019).

## Команды
| Сезон   | Четвёртый            | Третий               | Второй               | Первый             | Запасной                                        | Турниры               |
| ------- | -------------------- | -------------------- | -------------------- | ------------------ | ----------------------------------------------- | --------------------- |
| 2013—14 | Noa Mikael           | Kristoffer Wadman    | Вильо Петерссон-Даль | Tommy Andersson    | тренер: Mikael Petersson                        | ЧШК 2014              |
| 2014—15 | Вильо Петерссон-Даль | Матс-Ола Энгборг     | Sara Lang            | Tommy Andersson    | Jenny Sjöstrand тренер: Mikael Petersson        | ЧШК 2015              |
| 2015—16 | Вильо Петерссон-Даль | Матс-Ола Энгборг     | Sara Lang            | Tommy Andersson    |                                                 | ЧШК 2016              |
| 2016—17 | Патрик Каллин        | Вильо Петерссон-Даль | Ронни Перссон        | Кристина Уландер   | Сандра Реппе тренер: Mia Boman                  | ЧМК-Б 2016 (7 место)  |
| 2016—17 | Вильо Петерссон-Даль | Sara Lang            | Матс-Ола Энгборг     | Tommy Andersson    | тренер: Mikael Petersson                        | ЧШК 2017              |
| 2017—18 | Вильо Петерссон-Даль | Матс-Ола Энгборг     | Sebastian Blomberg   | Tommy Andersson    |                                                 | ЧШК 2018              |
| 2017—18 | Вильо Петерссон-Даль | Ронни Перссон        | Матс-Ола Энгборг     | Кристина Уландер   | Сандра Реппе тренеры: Петер Наруп, Mia Boman    | ЗПИ 2018 (10 место)   |
| 2018—19 | Вильо Петерссон-Даль | Кристина Уландер     | Матс-Ола Энгборг     | Сандра Реппе       | Sebastian Blomberg тренер: Элисон Кревьязак     | ЧМК-Б 2018 (5 место)  |
| 2018—19 | Вильо Петерссон-Даль | Матс-Ола Энгборг     | Sebastian Blomberg   | Tommy Andersson    |                                                 | ЧШК 2019              |
| 2019—20 | Вильо Петерссон-Даль | Матс-Ола Энгборг     | Sebastian Blomberg   | Tommy Andersson    |                                                 | ЧШК 2020              |
| 2019—20 | Вильо Петерссон-Даль | Матс-Ола Энгборг     | Ронни Перссон        | Кристина Уландер   | Сандра Реппе тренер: Элисон Кревьязак           | ЧМК-Б 2019 · ЧМК 2020 |
| 2020—21 | Вильо Петерссон-Даль | Ронни Перссон        | Матс-Ола Энгборг     | Кристина Уландер   | Сабина Юханссон тренер: Элисон Кревьязак        | ЧМК 2021              |
| 2021—22 | Вильо Петерссон-Даль | Ронни Перссон        | Матс-Ола Энгборг     | Кристина Уландер   | Сабина Юханссон тренер: Элисон Кревьязак        | ЗПИ 2022              |
| 2022—23 | Вильо Петерссон-Даль | Ронни Перссон        | Сабина Юханссон      | Johanna Glennert   | Aasa Lie тренеры: Петер Наруп, Элисон Кревьязак | ЧМК 2023 (4 место)    |
| 2023—24 | Вильо Петерссон-Даль | Матс-Ола Энгборг     | Sebastian Blomberg   | Tommy Andersson    |                                                 | ЧШК 2024 (4 место)    |
| 2023—24 | Маркус Хольм         | Ронни Перссон        | Вильо Петерссон-Даль | Кристина Уландер   | Сабина Юханссон тренер: Петер Наруп             | ЧМК 2024 (4 место)    |
| 2024—25 | Вильо Петерссон-Даль | Ронни Перссон        | Сабина Юханссон      | Кристина Уландер   | Tommy Andersson тренер: Петер Наруп             | ЧМК 2025 (5 место)    |
| 2024—25 | Вильо Петерссон-Даль | Матс-Ола Энгборг     | Tommy Andersson      | Sebastian Blomberg |                                                 | ЧШК 2025              |

(скипы выделены полужирным шрифтом)